# New Boston (Illinois)
Pour les articles homonymes, voir New Boston.
La ville de New Boston est située dans le comté de Mercer, dans l’État de l’Illinois, aux États-Unis. Sa population s’élevait à 683 habitants lors du recensement de 2010, estimée à 643 habitants en 2016.

## Source
- (en) Cet article est partiellement ou en totalité issu de l’article de Wikipédia en anglais intitulé « New Boston, Illinois » (voir la liste des auteurs).